# Паранормална активност: Призрачното измерение
„Паранормална активност: Призрачното измерение“ (на английски: Paranormal Activity: The Ghost Dimension) е американски свръхестествен филм на ужасите от 2015 г.

## Сюжет
Внимание:  Текстът по-долу разкрива сюжета на произведението (или части от него)!
Действието се развива през 2013 г. Семейство Флийдж се мести в къща в Санта Роза, Калифорния, където намират стари касети. На тях е записан ритуал по приемането на Кейти и Кристи в демонично сборище преди 21 години. Семейството започва да бъде тормозено от демон, когато се ражда дъщеря им Лейла, на същата дата, на която е роден и Хънтър от предишните части. Сред нормалните записи се виждат и свръхестествени такива.

## Актьорски състав
- Крис Джей Мъри – Раян Флийдж
- Брит Шоу – Емили Флийдж
- Дан Джил – Майк Флийдж
- Иви Джордж – Лейла Флийдж
- Оливия Тейлър Дъдли – Скайлър
- Майкъл Кроуик – отец Тод